# WTA Mallorca
Das WTA Mallorca (offiziell: Mallorca Open) war ein Tennisturnier der WTA Tour, das seit 2016 in Santa Ponça ausgetragen wurde. Es wurde parallel zum WTA Birmingham in der zweiten Woche der seit 2015 auf fünf Wochen verlängerten Rasensaison ausgetragen.
Dazu wurde in Kooperation mit dem All England Lawn Tennis and Croquet Club von Wimbledon ein multifunktionaler Sportkomplex mit fünf Tennisplätzen errichtet. In der zweiten Juniwoche 2016 gingen erstmals 32 Spielerinnen im Einzel (Hauptfeld) an den Start.

## Endspiele

### Einzel
| Jahr                         | Siegerin             | Finalgegnerin        | Ergebnis        |
| ---------------------------- | -------------------- | -------------------- | --------------- |
| ↓ Kategorie: International ↓ |                      |                      |                 |
| 2016                         | Caroline Garcia      | Anastasija Sevastova | 6:3, 6:4        |
| 2017                         | Anastasija Sevastova | Julia Görges         | 6:4, 3:6, 6:3   |
| 2018                         | Tatjana Maria        | Anastasija Sevastova | 6:4, 7:5        |
| 2019                         | Sofia Kenin          | Belinda Bencic       | 6:72, 7:65, 6:4 |

### Doppel
| Jahr                         | Siegerinnen                                    | Finalgegnerinnen                                | Ergebnis         |
| ---------------------------- | ---------------------------------------------- | ----------------------------------------------- | ---------------- |
| ↓ Kategorie: International ↓ |                                                |                                                 |                  |
| 2016                         | Gabriela Dabrowski María José Martínez Sánchez | Anna-Lena Friedsam Laura Siegemund              | 6:4, 6:2         |
| 2017                         | Chan Yung-jan Martina Hingis                   | Jelena Janković Anastasija Sevastova            | kampflos         |
| 2018                         | Andreja Klepač María José Martínez Sánchez     | Lucie Šafářová Barbora Štefková                 | 6:1, 3:6, [10:3] |
| 2019                         | Kirsten Flipkens Johanna Larsson               | María José Martínez Sánchez Sara Sorribes Tormo | 6:2, 6:4         |